# 公子通
公子通（？—前311年），其名为通，一说作繇通、通国。《史記》說他是末代开明蜀王，被貶為蜀侯。
前316年，秦惠文王灭蜀，殺芦子霸王。前313年以公子通为蜀侯，命秦人陳莊為蜀國相。前311年，陳莊杀死蜀侯公子通，秦武王派司马错杀陳莊。
| 前任： 蜀亡，新设立 | 秦国 蜀侯 前313年—前311年 | 繼任： 蜀侯煇 |